# Francisco Rotllán
Francisco Rotllán Zavala (Irapuato, 6 gennaio 1970) è un ex calciatore messicano, di ruolo attaccante.

## Carriera
Con la Nazionale messicana ha preso parte ai Giochi Olimpici del 1992.